# La Celle-sous-Chantemerle
La Celle-sous-Chantemerle é uma comuna francesa na região administrativa do Grande Leste, no departamento de Marne. Estende-se por uma área de 12.03 km², e possui 142 habitantes, segundo o censo de 2018, com uma densidade de 12 hab/km².